# Steppenadler
Der Steppenadler (Aquila nipalensis) ist eine Vogelart aus der Gattung der Echten Adler (Aquila).

## Beschreibung

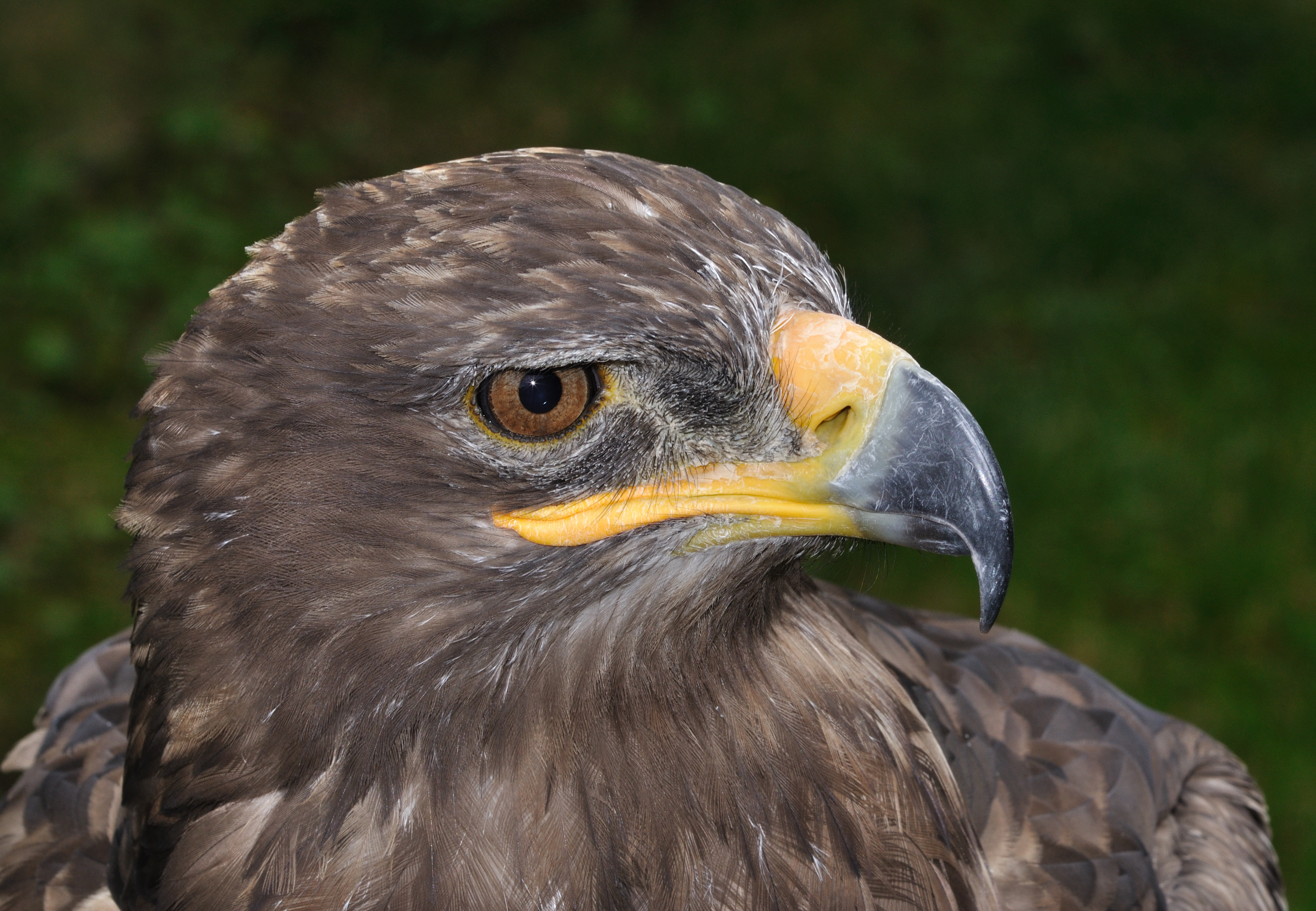
Porträt (A. n. orientalis)

Der Steppenadler hat eine Körperlänge von etwa 62 bis 74 cm und eine Flügelspannweite von 165 bis 190 cm. Sein Erscheinungsbild ist einheitlich braun ohne deutliche Feldkennzeichen. Die Schwingenspitzen sind meist schwarz. Im Flugbild ist er durch den relativ kurzen, keilförmigen Schwanz, der keine Bänderung aufweist, gekennzeichnet. Häufig ist eine helle (beige bis weißliche) Binde auf den unteren Armschwingen vorhanden.

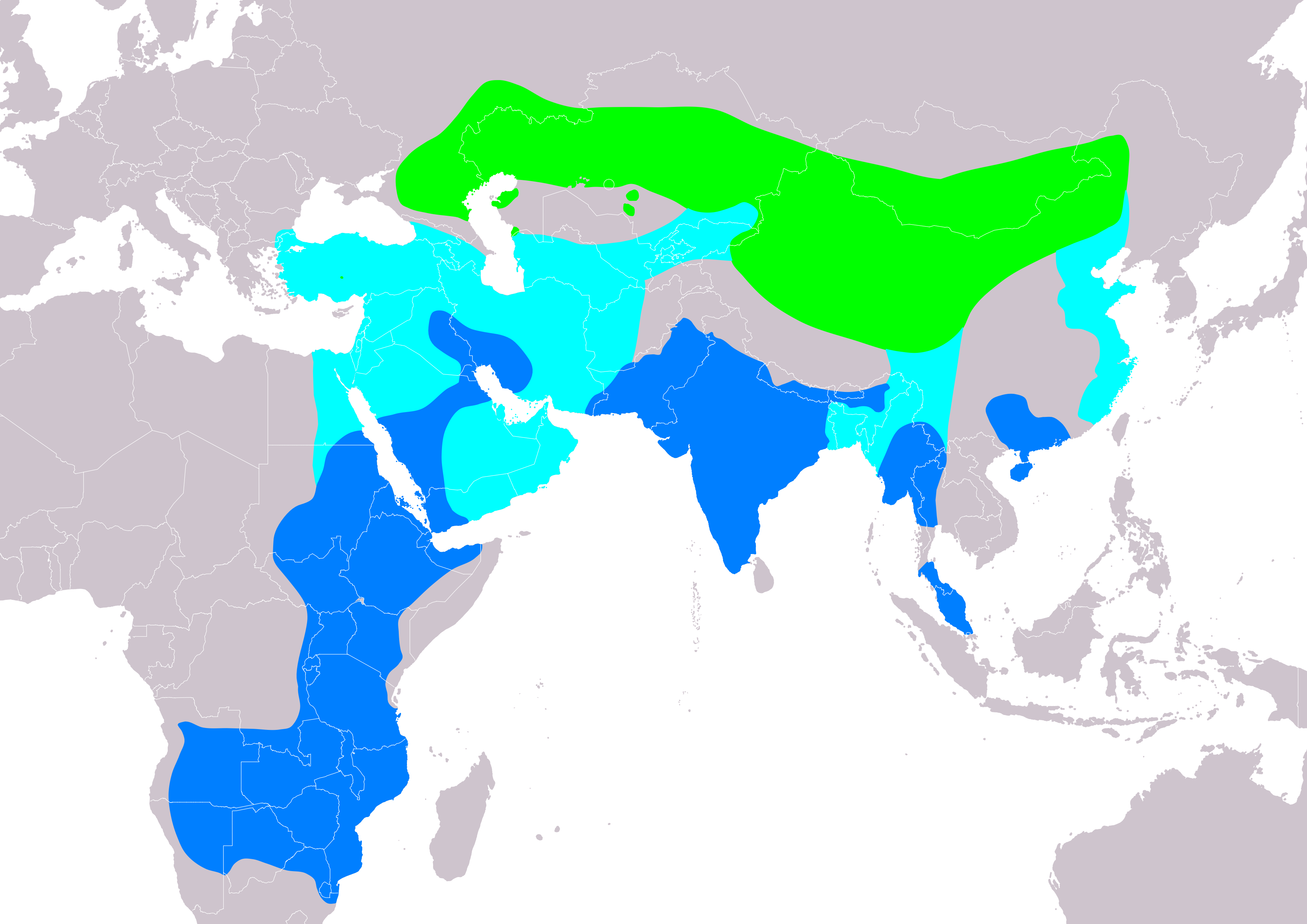
Verbreitung des Steppenadlers:
Brutgebiete
Migration
Überwinterungsgebiete

Der Steppenadler kommt von Rumänien über die Aralsteppe bis nach Transbaikal und in die Mongolei vor. Er ist in Steppen sowie offenen, mit Gebüsch bewachsenen Ebenen daheim. Dementsprechend findet man seinen Horst auf dem Boden. Er frisst hauptsächlich kleine Säugetiere, vor allem Ziesel, aber auch andere Nager, Eidechsen und Aas.

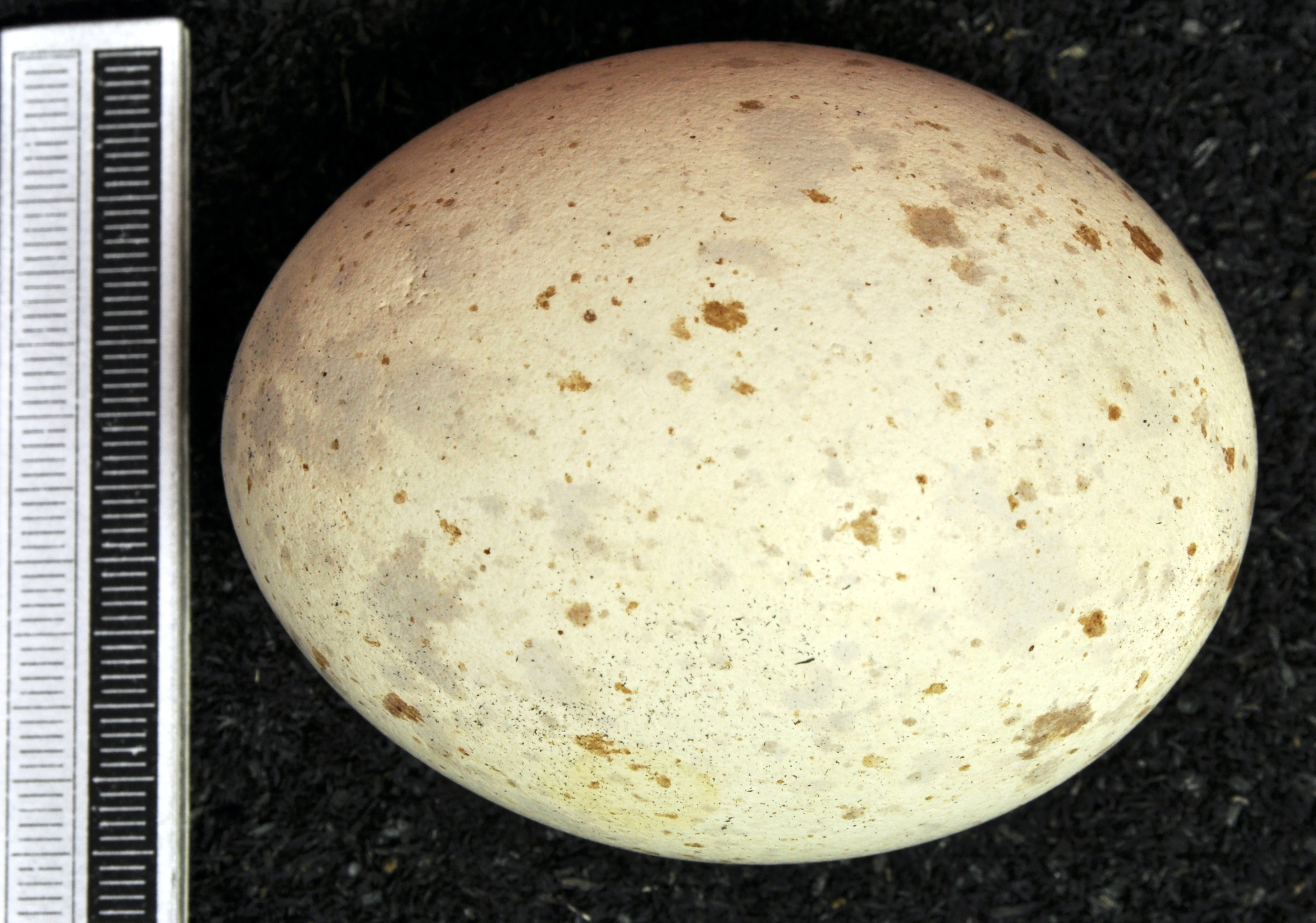
Ei, Sammlung Museum Wiesbaden

Der Steppenadler ist ein obligater Zugvogel mit Überwinterungsquartieren im östlichen Afrika. In Mitteleuropa ist der Steppenadler ein sehr seltener Irrgast. Die meisten Nachweise gibt es für Ungarn und Polen. In Mitteleuropa werden außerdem immer wieder Gefangenschaftsflüchtlinge beobachtet.
Von der IUCN wird der Steppenadler als „stark gefährdet“ eingestuft. Die Gesamtpopulation wird auf 50.000–75.000 Tiere geschätzt.

## Belege

### Einzelbelege
1. ↑  Bauer et al., S. 310
2. ↑  Steppenadler. Abgerufen am 19. Oktober 2024.